# Рана хришћанска уметност
Рана хришћанска уметност настаје око Средоземног мора у периоду од 2. - 7. века. Од најранијих споменика хришћанске уметности најстарији потиче из 200. године и не зна се много о хришћанској уметности пре цара Константина и шта се са њом збивало.
Милански едикт из 313. године дели раздобље када хришћанство живи у илегалности и када је признато као државна вера и када располаже већим материјалним средствима. Почеци хришћанства се везују за катакомбе. Најстарији очувани примерци ове уметности датирају с краја 2. века и представља их сликарство на зидовима и таваницама Римских катакомби (катакомби је било широм Средоземља) а нешто касније и рељефи на саркофазима. Сликарство усваја симболичне и алегоријске облике. На пример: крст је симбол хришћанства, палма идеја мучеништва, сидро - спасења, голуб- симбол духа и духовног мира, паун - бесмртности итд. У овом периоду карактерише се непосредношћу цртежа, јасне боје, непостојање перспективе али се виде и тежње за потпунијим моделовањем. Форме су чисте а боје живље - слично етрурском сликарству да би се видело у тамном простору катакомби.
Следећи период ове уметности почиње од 4. века када цар Константин Велики проглашава хришћанство за званичну религију Римског царства. Тада се подижу цркве по Риму, Јерусалиму, Витлејему итд.

## Рани хришћани
Хришћанство је настало у првом веку нове ере на простору моћног Римског царства. Један од битних предуслова за настанак хришћанства јесте измешаност народа, измешаност култура и језика, па и измешаност религија на територији огромног Римског царства у то време. Због тога је хришћанство од самог настанка наднационална, универзална религија. Други битан услов за настанак хришћанства јесте класна неједнакост у Римском царству. Потлачени слојеви народа су у новој религији видели спас, средство избављења из ропства и сиромаштва. Хришћанство је проповедало једнакост и зато је у почетку углавном било прихваћено од стране нижих, а одбацивано од стране виших слојева друштва.
У првом веку нове ере хришћани су се тајно окупљали на заједничким верским обредима, проповедима и молитвама. Заједнице хришћанских верника звале су се хришћанске општине, било их је у свим деловима царства, и у њима је имовина била заједничка. Оно је настало као уметност гроба у подземним катакомбама једне прогоњене религиозне заједнице због тога је готово парадоксалан преокрет по томе што се до тада сматрало за уметношћу. Она у својим почецима не познаје архитектуру и оно што је заслуживало да носи име капеле тако је незнатно по вредности и количини за историју уметности да се из тога не да ништа закључити. Прва два века су своје одаје дали на располагање имућнији чланови братства. Али, хришћанство је само у почетку било религија потлачених, да би временом све више богаташа, несигурних и незадовољних државном влашћу, приступало новој вери. Хришћанске општине су се све више шириле и развијале. Тада хришћани мењају свој однос према власти и од својих присталица почињу да траже послушност државној власти која је више не прогони. Ускоро је нестало и имовинске једнакости међу хришћанима. Крајем другог века нове ере хришћанске општине (парохије) су формирале веће заједнице епархије или епископије на чијем челу је био епископ, међу којима се као најстарији признавао римски епископ, касније назван папа (грчки: pappas, латински: papa - отац). Седиште папе је у Ватикану. Тако је створена верска организација Хришћанска црква.
Цар Константин Велики који је владао од (306 — 337) увидевши безопасност, шта више потенцијалну корисност нове религије по државу, због хришћанског учења да је свака власт од Бога, 30. априла 313. године Миланским едиктом проглашава равноправност хришћанства са осталим религијама, и оно убрзо постаје и званична државна религија у Римском царству. Интересантна је чињеница да, иако је био први хришћански владар, Константин није био крштен све до пред смрт, када га је крстио Еузебије. Између цркве и државе склопљен је обострано користан савез. Касније је хришћанство постало владајућа религија европских народа. У име хришћанства разни владари су водили многе ратове са циљем покоравања народа.
Распад Римског царства био је 395. године и тада се римске империја поделила на источну и западну. 476. смрт је последњег римског владара. Не постоје оштре границе и тачни подаци- хронолошки распони у уметности.
Испитивати почетке хришћанске уметности данас значи истраживати уметност 3. века. Предконстантиновску епоху позноантичке и настајуће хришћанске уметности из прва два века карактерише развој почетака хришћанске уметности која се развија анонимно, такорећи као подземни покрет у једном угроженом времену са обележијем неучвршћене народне уметности у супротности са опадајућом уметношћу званичног Рима. У историји уметности 3. века могу се по темама из пластике декорације саркофага на којима се може пратити настајање ранохришћанске уметности. У пластици се представљају велике битке, лов не лавове, јављају се саркофази са филозофском тематиком и саркофази са народном сценама из живота пастира, ловаца и рибара где се ови последњи јављају између 280. -те и 250. -те године. Милански едикт је донео и нови политички језик симбола чији је први доказ огромна Константинова статуа у његовој базилици на форуму. На штитовима и шлемовима војника налази се Христов монограм а стари државни симболи се подређују крсту, на новцу се појављује сам цар и слика цара постаје видљива за цео свет која варира у најразличитије начине, било као политичка фигура, стојећи или седећи на престолу, било на тријумфалним хришћанским луковима или мозаицима. Година 313. је била свакако почетак једне хришћанске уметности која је за собом имала у мраку гробница и катакомби развитак у току три генерације и то је био свакако почетак једне јавне хришћанске уметности под окриљем државе.

## Византијска уметност
Важан прелом у позноримској духовној и уметничкој историји представља 391. година. Теодосије I је ујединио царство, владао опет из Цариграда прогласио хришћанство државном вером и почео прогон пагана. Рим постаје све сиромашнији у погледу хришћанских споменика док се у Цариграду све више гради.
Данас се са извесношћу може рећи да је класично доба ранохришћанске уметности у ствари доба константиновске династије (4. век). Хришћанска уметност ових векова се може назвати византијском уметношћу и даље се може пратити теодосијанска епоха (5. век), јустинијанска епоха (6. век)- крај: Ираклијева династија (Ираклије (7. vek); 610.- 641.). Тек је 20. век унео светло у испитивање уметности Европе ових епоха од битке на Милвијском мосту дакле од тада када по мишљењу 19. века почиње мрачно доба европске уметности.
У 6. веку манастири постају носиоци културних догађања у западној Европи, преписивања рукописа и украшавања биће један од задатака свештенства и у томе су били нарочито вредни свештеници из Бенедиктинскога реда. Повољан утицај Карла Великог и његових наследника огледао се у илуминаторству, његово јеванђелије названо и по Готескалу (свештенику који је израдио јеванђелије) требало је да подсеће на крштење Пипиново, а позната су и друга јеванђеља и рукописи и ако не знамо увек за кога су израђени, две Библије су рађене за Карла Ћелавог, Крштење Пипиново у Риму било је 781. Царство Карла Великог није било дугог века и после његове смрти подељено је на три дела - распарчано.
Након владавине последњих римских великих царева и упада Германа Острогота, Визигота и Лангобарда као и Одоакара, Меровинга и Каролинга и после извесног цветања у Француској тежиште догађања се помера и златни век Отонске уметности почиње мало пре краја владавине Отона Великог (936.- 973.) за време Отона II и Отона III и не преживљава смрт Хенрија III када јењава. Венчања младог Отона II са византијском принцезом (972.) није без утицаја на уметност и сликарство. Каролиншка и отонска уметност имају своје територијално и хронолошкки одређене домете. Можемо утврдити већ појаву разноврсних стилова. Романска уметност јавља се свуда по западу Европе. Нетачно “Романско сликарство”,. али израз се користи и одомаћен је за сликарство које настаје после каролиншког и отонског. Могу се разликовати и извесне области као Француска, Шпанија, Италија, Немачка са Аустријом и Швајцарска, Скандинавске земље, где се наравно границе и утицаји не поклапају, а стилови су разноврснији него технике. На овај начин је заокружена једна „више мање целина“ у историји уметности те наредни део треба на неки начин- односно може се на неки начин одвојити и тако боље схватити зависности ове целине.

## Ранохришћанска уметност запада

### Сликарство и резбарство
Једне од најстаријих ранохришћанских примера уметности, сликарства и резбарства налажени су у катакомбама. Израз катакомба је новијег порекла и настао је у 19. веку и обележавао је групне гробнице. На тим местима је ова религија испољавана као нелегална јер је одржавање култа у приватним кућама или на местима умрлих било забрањено. После 2. века најчешћим местима сахрана умрлих су биле катакомбе. На њиховим местима су остали најчешћи примери сликарства овог раног периода. Најчешћи примери су били у граду Риму али су познате и катакомбе у Напуљу и Сицилији. Најстарији примери из 3. и 4. века нам показују повезаност ове уметности са римским сликарством у Помпеји. Појављују се мотиви Доброг Пастира и ово се рачуна као почетак иконографије. Уочавају се много орнаменталније декорације, представљање птица и примењују се симболи:
- Голуб, који означава мир,
- јагње је симбол чистоте и безгрешности,
- Феникс је симбол бесмртности душе,
- риба је симбол за Христа.

Такође и колористика је симболична:
- Бело је знак за невиност,
- црвено је ознака за владара,
- небо плава боја је знак божанске моћи.

У 3. веку се даље развија сликарство и проширују се религиозни мотиви који су опточени декорацијама од биљних мотива. У 4. веку се јављају Библијски мотиви а пред крај овог столећа се све више појављује лик Христа у сликарству.

### Архитектура раног хришћанства
У време Константина и Миланског едикта из 313. године настале су, као последица признавања цркве и добијање потпоре од владара, прве хришћанске цркве - хришћанске базилике и баптистеријуми, а владари се труде да их улепшају сликама из религиозног живота и украшавају их богатим декорацијама.
Најчешћи облик ранохришћанске цркве је вишередна (ови редови су у средњем веку названи бродовима) базилика, подужног типа у коју се улази преко дворишта са атријумом са колонадама и затим - портала који се налазе са западне стране - и која добија тријумфални лук у главном броду између подужног и попречног брода док се презбиторијум преграђује попречним бродом који се назива трансепт а зграда се завршава кружно са такозваном апсидом. Цела грађевина је оријентисана по дужини и по томе подсећа на основе египатских храмова. Оваква грађевина има све особине оригиналног остварења које не не могу објаснити сасвим из појмова њених извора. Ни једна од оваквих грађевина није очувана али су нам основе највеће познате са задовољавајућом тачношћу.
Централни објекти су били резервисани за баптистеријуме за обреде крштења потапањем и по правилу су били грађени на правоугаоној или понекад на кружној основи.
У Риму у 4. веку су изграђене цркве Светог Петра, Светог Павла, Светог Лоренца и Светог Јована Латеранског које су данас обновљене и реконструисане. Црква Санта Марија Мађоре представља једну од боље очуваних хришћанских цркви, ране базилике и она је украшена лепим и богатим мозаицима у унутрашњости цркве са сценама из обзнањивања, поклоњења трију краљева и покоља невине деце. Пред крај владавине Константинове се појављују и декорације од архитектонских елемената од колона ступова. Људске фигуре су представљене са много експресивности и у смиреним гестовима са много декоративних елемената, а људски ликови би могли бити портрети са индивидуалним карактеристикама. После најезде барбарских племена у Рим биле су затворене многе занатске радионице и у томе се времену процват премешта изван територије Италије.
Многи производи који су нађени на тлу западне Европе, ситна пластика се доста тешко лоцира али је извесно да је настала у радионицама у Риму или Равени, а понекад на истоку у Константинопољу, Антиохији или Александрији. Декорисане су мотивима из Старог завета и живота Христа и његових апостола. Најстарији манускрипти су са краја 4. века и њихове илуминације надовезују на сликарство из катакомби и сликарство мозаика из базилике Санта Марија Мађоре.

## Ранохришћанска уметност истока

### Сликарство и резбарство
У почетку се не могу запазити знатније разлике између уметности истока и запада на почетку хришћанства - ове разлике ће постати уочљиве током 6. века. На истоку се старохришћанска уметност развијала на територији Сирије и Палестине. Изнад реке Еуфрат, нађен је најстарији пример хришћанске светиње тзв. Дом цркве - приватно станиште које је служило римским легионарима за службе литургије и обреда. Нађен је фрагмент базена са балдахинима који је служио као баптистеријум и подијум за епископа. На сликама које су нађене представљају се мотиви Доброг Пастира, сцене из оздрављења паралитика и сцене са Светим Петром у води.
Пронађени су и саркофази са портретима - медаљама и приказима Христа који су изграђени од мермера који је од стране Сиријских мајстора донесен из Грчке.
Најстарији манускрипти су датирани у 4. век и настали су у Антиохији, познати су и манускрипти који су на сиријском језику. Мотиви који су овде присутни не показују битне разлике са мотивима из доба романске уметности у западној Европи.

### Архитектура раног хришћанства на Блиском истоку
Једна од најстаријих цркви изграђених у Антиохији- Блиски исток била је Златни октогон, која је изграђена на основи осмоугаоника. Зграда је почела да се гради 327. године а завршена је 341. године. Унутрашњост је била богато декорисана мозаицима у злату и од тога су сачуване само рушевине.
У Сирији је много цркава било изграђено на осмоугаоној основи од блокова кречњака којега је тамо било. Цркве су покривене куполом и за прелазак из квадрата у круг - у куполу су биле кориштене тромпе које су биле познате још у Персијској архитектури док је други начин овог преласка познат у Риму био прелазак помоћу пандантифа. Прелаз помоћу пандантифа је касније постао јако примењиван у Византијској архитектури која се иако се развијала на овом тлу оставила велике споменике (у Равени) на тлу запада.

## Дела ранохришћанске уметности пре313. године
- Манускрипти.
- Мозаици.
- Скулптуре, Рељери и резбарије.

## Најзначајнија архитектонска дела после313. године

### Подужне базилике
- Базилика Св. Петра,
- Базилика Св. Павла,
- Базилика Св. Јована Латеранског,
- Базилика Св. Марије Мађоре,
- Црква Санта Сабина.

### Кружне цркве
- Црква Св. Констанце.